# ویلیام مسترز
ویلیام مسترز (به انگلیسی: William H. Masters)(زاده ۲۷ دسامبر ۱٩۱۵ و مرگ ۱۶ فوریه ۲۰۰۱) پزشک زنان و یکی از درمانگران اختلالات جنسی بود که بخاطر تحقیقاتش به همراه ویرجینیا جانسون بر روی پاسخ جنسی انسان شهرت دارد. وی سه بار ازدواج کرده که همسران به ترتیب الیزابت الیس،ویرجینیا جانسون و گراندین الیور هستند.وی در سال ۲۰۰۱ به خاطر بیماری پارکینسون درگذشت. یک سریال دراماتیک از تحقیقات ویلیام مسترز و ویرجینیا جانسون به نام کارشناسان سکس در رایطه با پاسخ جنسی انسان از شبکه شو تایم امریکا در سال ۲۰۱۳ ساخته شده است. همچنین کتابی تحت عنوان واکنش جنسی انسان با ترجمه هدایت موتابی در انتشارات فروزش به چاب رسیده است.